# Raspršenje svjetlosti
Raspršenje svjetlosti, difuzna refleksija ili difuzija svjetlosti je raspršivanje svjetlosti na razne strane.
Pada li svjetlost na hrapavu površinu, nastat će nepravilna refleksija. Svjetlost tu udara na svaki dio plohe pod drugim kutom, pa se odbija u različitim pravcima. Takva je hrapava površina jednako osvijetljena i ne bliješti u očima. Svjetlost koja dolazi kroz prozor u sobu raspršava se na zidovima, pa je cijela soba rasvijetljena, a ne samo dio nasuprot prozoru. Sunčeva se svjetlost raspršava na kapljicama oblaka i magle, pa za oblačnih i maglovitih dana svjetlost dolazi sa svih strana, i predmeti ne bacaju oštre sjene. Uopće, predmeti na koje pada difuzna svjetlost nema oštrih sjena.

## Refleksija
Refleksija (kasnolat. reflexio: odbijanje) ili refleksija valova (odbijanje valova), u fizici, je odbijanje ravnih valova na graničnoj površini dvaju sredstava (medija). Ako je granična ploha glatka, to jest neravnine su prema valnoj duljini λ zanemarive, nastaje takozvana regularna refleksija, kod koje je upadni kut valova jednak kutu refleksije; u suprotnom slučaju nastaje difuzna refleksija: valovi se reflektiraju u svim smjerovima. Omjer reflektirane i upadne energije naziva se koeficijentom refleksije. Ako je taj koeficijent ovisan o valnoj duljini upadnih valova, nastaje selektivna refleksija. Kada ravni val prelazi iz gušćega sredstva u rjeđe, reflektirani je val u fazi s upadnim valom. U obrnutom slučaju reflektirani je val za π/2 (λ/4) pomaknut u fazi prema upadnomu valu. Upadni i reflektirani val daju interferencijom stojni val. Refleksijom elastičnoga transverzalnoga vala dobiva se transverzalni i longitudinalni reflektirani val. Longitudinalnoga reflektiranog vala nema ako je titranje upadnoga transverzalnog vala okomito na ravninu upada.

## Raspršenje
Raspršenje, u fizici, je promjena kretanja, odnosno širenja snopa čestica ili zrakâ kada naiđu na neku zapreku. Promjena se sastoji u tome što se jedan dio upadnoga snopa čestica ili zrakâ zaustavi, dok se drugi dio nastavi kretati u istom ili u promijenjenom smjeru.

### Rayleighovo raspršenje
Rayleighovo raspršenje je raspršenje elektromagnetskoga zračenja na česticama kojima je promjer manji od 1/10 valne duljine zračenja. Raspršenje nastaje kad se elektromagnetski val sudari s česticama u atmosferi. Ako su te čestice manje od valne duljine vala, tada se radi o Rayleighovom raspršenju. Čestice reflektiraju nešto energije, ovisno o veličini i dielektričnosti. Te čestice mogu biti prašina ili molekule dušika ili kisika. Rayleighovo raspršenje uzrokuje plavu nijansu neba u toku dana, i crvenu boju Sunca kod zalaska. Dobilo je naziv prema engleskom fizičaru Johnu Rayleighu, koji je objasnio tu pojavu.

### Mie raspršenje
Mie raspršenje nastaje kad su čestice u atmosferi otprilike veličine valne duljine. Te čestice su prašina, pelud, vodena para i dim, a uvijek su prisutne u nižim slojevima atmosfere, posebice ako ima oblaka. Postoji i neselektivno raspršenje koje nastaje kad su čestice mnogo veće od valne duljine (kišne kapi).

### Tyndallovo raspršenje
Tyndallov učinak, Tyndallov efekt ili Tyndallovo raspršenje je raspršenje svjetlosti na vrlo sitnim lebdećim česticama disperznih sustava kakvi su na primjer koloidi. Uzak snop svjetlosti koji u nekom određenom smjeru ulazi u disperzijski sustav vidjet će se zbog raspršenja svjetlosti ako se sustav promatra i bočno, sa strane, kao što se na primjer vide Sunčeve zrake u magli ili noću snop svjetlosti iz reflektora na oblacima. Kako se svjetlost kraćih valnih duljina jače raspršuje, ona je često, s obzirom na upadnu svjetlost, plavičasta (na primjer ispušni plinovi motornih vozila, cigaretni dim). To je i uzrok plave boje neba te crvene boje Sunca na izlasku ili zalasku. Tyndallovo raspršenje primjenjuje se u optičkim dojavljivačima dima (požara), u okulističkoj dijagnostici, u određivanju veličine koloidnih čestica i drugdje. Učinak je zapazio John Tyndall 1868., a teorijski ga je objasnio John William Strutt Rayleigh 1871.

### Ramanovo raspršenje
Ramanov učinak, Ramanov efekt ili Ramanovo raspršenje (po indijskom fizičaru Čandrasekaru Venkatu Ramanu) je u osnovi neelastično, nekoherentno raspršenje svjetlosti na nekome materijalu. Ako na materijal pada snop vidljive monokromatske svjetlosti, u raspršenoj se svjetlosti, osim upadne frekvencije (za elastično raspršenje), opaža niz novih spektralnih linija (takozvane Ramanove linije). Promjene frekvencija upadne svjetlosti tih linija jednake su frekvencijama apsorpcijskih vrpca u infracrvenom spektru toga materijala i odgovaraju, dakle, energetskim stanjima promatrane molekule, odnosno kristala. Tu je pojavu teorijski predvidio austrijski fizičar Adolf Smekal (1923.), a pokusima potvrdio indijski fizičar Ch. V. Raman.

### Zodijačka svjetlost
Zodijačka svjetlost je slabo osvijetljeni dio neba trokutasta oblika koji se u povoljnim vremenskim prilikama i kad nema mjesečine zapaža na nebeskoj sferi u području ekliptike, odnosno zodijaka. Najlakše ju je uočiti iz tropskoga pojasa; u umjerenim sjevernim širinama vidi se u ožujku neposredno nakon zalaska i u rujnu neposredno prije izlaska Sunca. Sjajem je jednaka sjaju Mliječne staze. Spektar joj je jednak spektru Sunca. Zodijačka svjetlost nastaje zbog raspršenja Sunčeve svjetlosti na međuplanetarnoj prašini u ravnini ekliptike. Ovu je pojavu vrlo teško uočiti. Najbolji uvjeti za njeno opažanje su kada je ekliptika položena okomito na obzor i kada je Sunce oko 20° ispod obzora. Posebna se prilika javlja za vrijeme pomrčine Sunca. Pojavu je najbolje je promatrati s planina.